# Monte Gauss
El monte Gauss o Gaussberg es un volcán extinto de la Antártida, de 370 metros de altura (1.213 pies). Se encuentra frente a la costa del mar de Davis inmediatamente al oeste del glaciar Posadowsky, en la Tierra de Guillermo II.
Fue descubierto en 1902 por la expedición de Gauss de Erich von Drygalski. Fue nombrado en honor a Carl Friedrich Gauss, quien fue también el nombre de su barco.